# Méricourt (Pas-de-Calais)
Méricourt ist eine französische Gemeinde mit 11.651 Einwohnern (Stand 1. Januar 2022) im Département Pas-de-Calais der Region Hauts-de-France. Sie gehört zum Arrondissement Lens und zum Kanton Avion.

## Geographie
Die Gemeinde liegt im Ballungszentrum südöstlich der Stadt Lens. Nachbargemeinden sind Sallaumines im Norden, Fouquières-lès-Lens und Billy-Montigny im Nordosten, Rouvroy im Osten, Acheville im Südosten, Arleux-en-Gohelle im Süden, Vimy im Südwesten und Avion im Westen.

## Geschichte

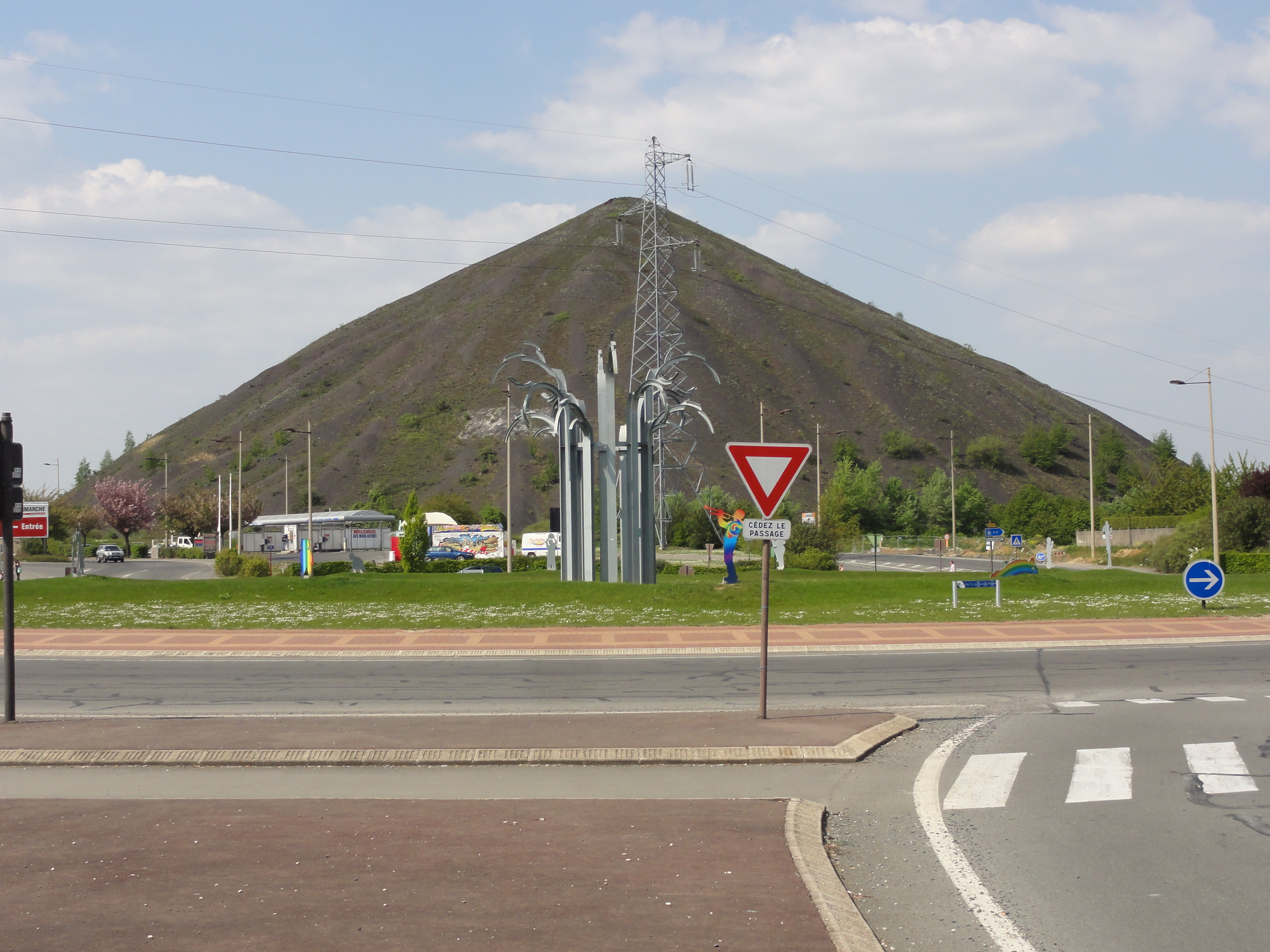
Abraumhalde der Mine 4–5

Die Gemeinde war jahrzehntelang durch den Bergbau geprägt, bis die beiden Minen in den 1980er Jahren ihre Tore schlossen, seither ist sie mit den Folgen des Strukturwandels konfrontiert.
| Jahr      | 1968   | 1975   | 1982   | 1990   | 1999   | 2006   | 2010   |
| Einwohner | 13.416 | 13.806 | 13.273 | 12.330 | 11.723 | 11.858 | 11.956 |

## Sehenswürdigkeiten
- Gedenkstätte für das Grubenunglück von Courrières im Jahre 1906

## Städtepartnerschaften
Partnerschaften bestehen mit
- Flöha, Deutschland
- Roccamandolfi, Italien
- Tarnowskie Góry, Polen

## Nachweise
1. ↑  Website der Gemeinde Méricourt – Les villes jümelées, abgerufen am 14. Dezember 2016